# Juazeiro SC
Die Juazeiro Social Clube ist ein Fußballverein aus Juazeiro, im brasilianischen Bundesstaat Bahia.

## Geschichte
Juazeiro ist aus dem Zusammenschluss von acht Amateurmannschaften hervorgegangen, die in der lokalen Fußballliga antraten (América, Barro Vermelho, Carranca, Colonial, Grêmio, Olaria, XV de Novembro und Veneza). Am 16. August 1995 geschah die Gründung. Sein Debüt im Profifußball gab der neue Klub in der Segunda Divisão der Staatsmeisterschaft von Bahia 1995, deren zweiter Liga. Bereits im Jahr darauf konnte Juazeiro diese Liga gewinnen und stieg in die erste Liga der Staatsmeisterschaft auf. In dieser konnte man sich bis 2008 halten.
Aufgrund von positiven Ergebnissen in dem regionalen Turnier konnte sich Juazeiro für nationale Wettbewerbe qualifizieren. Erstmals für die Série C 1997, dritte Liga der nationalen Meisterschaft. Bis einschließlich 2005 folgten noch fünf weitere Auftritte in der Série C.
Eine Besonderheit war die Copa João Havelange im Jahr 2000. Aufgrund von rechtlichen Problemen wurde diese nicht vom nationalen Verband, dem Confederação Brasileira de Futebol, ausgerichtet, sondern vom Clube dos 13 organisiert. An dem Wettbewerb nahmen alle Vereine, die in der Saison 1999 an der Série A, Série B und Série C antraten. In den Gruppen Grün und Weiß traten die 55 Klubs der Série C an. Juazeiro startete in der Gruppe B des Grünen Moduls, kam hier in die Finalrunde und verpasste das Finale nur aufgrund eines schlechteren Torverhältnisses im Vergleich zum Uberlândia EC. Im Gesamtklassement belegte Juazeiro den 66. Platz von 114 angetretenen Klubs.
Im Jahr darauf erreichte der Klub mit der Vizemeisterschaft sein bestes Ergebnis in der Staatsmeisterschaft. In den Finalspielen im Juli 2001 unterlag man dem EC Bahia mit 1:1 und 1:3. Die Vizestaatsmeisterschaft führte zur erstmaligen Teilnahme am Copa do Brasil. In der Copa do Brasil 2002 unterlag man in der ersten Runde dem AD Confiança mit 1:1 und 1:4. Danach bekam Juazeiro finanzielle Schwierigkeiten, welche dazu führten, dass dieser ab der Saison 2009 wieder in der Segunda Divisão antreten musste. 2010 konnte der Klub die Divisão zum zweiten Mal gewinnen und kehrte 2011 in die erste Liga der Staatsmeisterschaft zurück. Nachdem man 2013 noch um den Titelgewinn mitspielte, missriet die Austragung 2014 und der Klub stieg wieder ab. Die nächsten zwei Jahre trug der Klub noch Spiele in der zweiten Liga aus und wendete sich dann zunächst aus finanziellen Gründen Anfang 2017 vom Profisport ab. 2022 kehrte Juazeiro zurück und blieb bis 2023. Seitdem sind keine Teilnahmen mehr verzeichnet.
| Wettbewerb                          | Teilnahmen                                      |
| ----------------------------------- | ----------------------------------------------- |
| Série C                             | 6× – 1997–1998, 2000–2001, 2003, 2005           |
| Staatsmeisterschaft                 | 16× – 1997–2008, 2011–2014                      |
| Staatsmeisterschaft Segunda Divisão | 8× – 1995–1996, 2009–2010, 2015–2016, 2022–2023 |
| Copa do Brasil                      | 2002, 2014                                      |
| Copa do Nordeste                    | 1999, 2000                                      |

## Erfolge
- Staatsmeisterschaft von Bahia Segunda Divisão: 1996, 2010

## Trivia
Der brasilianische Fußballnationalspieler Dani Alves begann seine fußballerische Laufbahn bei Juazeiro. Zwischenzeitlich hatte er sich über seine Familie in den Klub eingebracht. So war sein Bruder Disney Alves zumindest 2022 Präsident des Klubs und das Instituto Daniel Alves deren Sponsor.